# المراهقات (فلم)
المراهقات فيلم أنتج في عام 1960 من بطولة ماجدة، رشدي أباظة ومن إخراج أحمد ضياء الدين.وتدور أحداث الفيلم هو فكرة المراهقة وحياة المراهقات وأحلامهم وواقعهم.

## قصة الفيلم
ثلاث طالبات في سن المراهقة، الأولى ندى تعيش مع أم ذات عقلية رجعية، وأخ يفرض سيطرته بالحق وبالباطل على أخته. والثانية فقيرة تحب ابن زوج أمها، الذي يتعامل مع الجميع بقسوة شديدة. والثالثة : سناء من عائلة غنية منحلة، مبدأها اللعب على أكثر من حصان، تتعرف ندى على الضابط الطيار عادل في إحدى الحفلات عند زميلتها صفاء المتحررة، وتخرج معه في الطائرة التي يقودها، وتتغيب عن المدرسة مما يسبب لها المشاكل حيث تبلغ الناظرة الأم، يتقدم عادل لخطبتها لكن أسرتها ترفض زواجها من الضابط وتجبرها على أن تخطب من ابن خالتها بعد إهانتها وضربها. تصاب ندى بانهيار عصبي لا يشفيه منها إلا عودتها لحبيبها الطيار فتوافق الأسرة على زواجهما حتى تسترد الابنة صحتها، أما الثانية، فإنها تعانى عندما يطرد زوج أمها القاسى ابنه الذي تحبه، بعد مواجهة بينهما، وهي حامل منه، وتحاول الثالثة التحلل من عائلتها.

## فريق العمل
| الرقم | الشخصية | الممثل         |
| ----- | ------- | -------------- |
| 1     | ندى     | ماجدة          |
| 2     | عادل    | رشدي أباظة     |
| 3     | صفية    | زيزي مصطفى     |
| 4     | الأم    | دولت أبيض      |
| 5     | الجد    | حسين رياض      |
| 6     | سناء    | نادية النقراشي |

## روابط خارجية
- المراهقات على موقع IMDb (الإنجليزية)
- المراهقات على موقع الدهليز
- المراهقات على موقع قاعدة بيانات الأفلام العربية
- المراهقات على موقع فيلمافينيتي (الإسبانية)
- المراهقات على موقع قاعدة بيانات الفيلم (الإنجليزية)
- المراهقات على موقع ليتربوكسد (الإنجليزية)
- المراهقات على موقع كينوبويسك (الروسية)